# Mike McNeill
Pour les articles homonymes, voir Mike McNeill (homonymie) et McNeill.
Mike McNeill (né le 22 juillet 1966 à Winona, Minnesota aux États-Unis) est un ancien joueur professionnel américain de hockey sur glace.

## Carrière de joueur
Avant de devenir joueur professionnel, il joua quatre saisons avec les Fighting Irish de l'Université Notre Dame dans la National Collegiate Athletic Association. Il mena son équipe en termes de point aux cours de ses trois dernières saisons universitaire, allant même qu'à produire 72 points en 32 parties à sa dernière saison.
Il fut alors sélectionné par les Blues de Saint-Louis au Repêchage supplémentaire en 1988. Il ne perça jamais l'alignement des Blues. Il gagna la Coupe Turner avec l'Ice d'Indianapolis (LIH) à la fin de la saison 1989-90. Il remporta aussi le trophée N.-R.-« Bud »-Poile remis au joueur jugé le meilleur durant les séries éliminatoires. La saison suivante, il se joignit aux Blackhawks de Chicago. Il joua une vingtaine de parties avant d'être échangé aux Nordiques de Québec avec lesquels il joua 44 parties sur deux saisons.
Par la suite, il joua six saisons avec les Admirals de Milwaukee de la Ligue internationale de hockey avant de quitter pour l'Allemagne, jouant deux saisons avec le ECR Revier Löwen. Il prit sa retraite à la fin de la saison 1999-00.

## Statistiques
| Saison     | Équipe                                    | Ligue      |    | Saison régulière | Saison régulière | Saison régulière | Saison régulière | Saison régulière |   | Séries éliminatoires | Séries éliminatoires | Séries éliminatoires | Séries éliminatoires | Séries éliminatoires |
| Saison     | Équipe                                    | Ligue      | PJ | B                | A                | Pts              | Pun              | PJ               | B | A                    | Pts                  | Pun                  |                      |                      |
| 1984-1985  | Fighting Irish de l'Université Notre Dame | NCAA       | 28 | 16               | 26               | 42               | 12               | -                | - | -                    | -                    | -                    |                      |                      |
| 1985-1986  | Fighting Irish de l'Université Notre Dame | NCAA       | 34 | 18               | 29               | 47               | 32               | -                | - | -                    | -                    | -                    |                      |                      |
| 1986-1987  | Fighting Irish de l'Université Notre Dame | NCAA       | 30 | 21               | 16               | 37               | 24               | -                | - | -                    | -                    | -                    |                      |                      |
| 1987-1988  | Fighting Irish de l'Université Notre Dame | NCAA       | 32 | 28               | 44               | 72               | 12               | -                | - | -                    | -                    | -                    |                      |                      |
| 1988-1989  | Hawks de Moncton                          | LAH        | 1  | 0                | 0                | 0                | 0                | -                | - | -                    | -                    | -                    |                      |                      |
| 1988-1989  | Komets de Fort Wayne                      | LIH        | 75 | 27               | 35               | 62               | 12               | 11               | 1 | 5                    | 6                    | 2                    |                      |                      |
| 1989-1990  | Ice d'Indianapolis                        | LIH        | 74 | 17               | 24               | 41               | 10               | 14               | 6 | 4                    | 10                   | 21                   |                      |                      |
| 1990-1991  | Ice d'Indianapolis                        | LIH        | 33 | 16               | 9                | 25               | 19               | -                | - | -                    | -                    | -                    |                      |                      |
| 1990-1991  | Blackhawks de Chicago                     | LNH        | 23 | 2                | 2                | 4                | 6                | -                | - | -                    | -                    | -                    |                      |                      |
| 1990-1991  | Nordiques de Québec                       | LNH        | 14 | 2                | 5                | 7                | 4                | -                | - | -                    | -                    | -                    |                      |                      |
| 1991-1992  | Citadels d'Halifax                        | LAH        | 30 | 10               | 8                | 18               | 20               | -                | - | -                    | -                    | -                    |                      |                      |
| 1991-1992  | Nordiques de Québec                       | LNH        | 26 | 1                | 4                | 5                | 8                | -                | - | -                    | -                    | -                    |                      |                      |
| 1992-1993  | Admirals de Milwaukee                     | LIH        | 75 | 17               | 17               | 34               | 34               | 6                | 2 | 0                    | 2                    | 0                    |                      |                      |
| 1993-1994  | Admirals de Milwaukee                     | LIH        | 78 | 21               | 25               | 46               | 40               | 4                | 0 | 1                    | 1                    | 6                    |                      |                      |
| 1994-1995  | Admirals de Milwaukee                     | LIH        | 80 | 23               | 15               | 38               | 30               | 15               | 2 | 2                    | 4                    | 14                   |                      |                      |
| 1995-1996  | Admirals de Milwaukee                     | LIH        | 64 | 8                | 9                | 17               | 32               | 5                | 2 | 0                    | 2                    | 2                    |                      |                      |
| 1996-1997  | Admirals de Milwaukee                     | LIH        | 74 | 18               | 26               | 44               | 24               | 3                | 0 | 1                    | 1                    | 0                    |                      |                      |
| 1997-1998  | Admirals de Milwaukee                     | LIH        | 81 | 10               | 18               | 28               | 58               | 10               | 2 | 1                    | 3                    | 12                   |                      |                      |
| 1998-1999  | ECR Revier Löwen                          | DEL        | 47 | 8                | 16               | 24               | 10               | -                | - | -                    | -                    | -                    |                      |                      |
| 1999-2000  | ECR Revier Löwen                          | DEL        | 22 | 1                | 7                | 8                | 6                | -                | - | -                    | -                    | -                    |                      |                      |
| Totaux LNH | Totaux LNH                                | Totaux LNH | 63 | 5                | 11               | 16               | 18               | -                | - | -                    | -                    | -                    |                      |                      |

### Statistiques en équipe nationale
| Année | Compétition |    | PJ | B | A | Pts | Pun |
| 1991  | CM          | 10 | 1  | 0 | 1 | 4   |     |

## Trophées et honneurs personnels
Ligue internationale de hockey
- 1990 : Remporte la coupe Turner avec l'Ice d'Indianapolis
- 1990 : Remporte le trophée N.-R.-« Bud »-Poile

## Transactions en carrière
- Septembre 1989 : signe un contrat comme agent-libre avec les Blackhawks de Chicago.
- 5 mars 1991 : échangé aux Nordiques de Québec par les Blackhawks de Chicago avec Ryan McGill en retour de Paul Gillis et Daniel Vincelette.